# アゼルバイジャン海軍艦艇一覧
アゼルバイジャン海軍艦艇一覧（-かいぐんかんたいいちらん）は、アゼルバイジャン共和国海軍が過去保有した、または現在保有する、または将来保有する予定の未完成・計画中止を含めた歴代艦艇一覧である。
凡例

## 現有勢力（2024年現在）
- 国防予算：26億4,000万ドル[1]
- 海軍人員：4,500名[1]
- 艦船隻数：24隻（排水量20t以上）[1]

哨戒艦×2
哨戒艇×13
中型揚陸艦×2
揚陸艇×3
掃海艇×4
ミゼット潜水艦×2（保留状態）
- コースト・ガード：船艇19隻[1]

## 艦艇一覧（近代海軍）

### 水上戦闘艦

#### コルベット
- 旧・ソ『159-A（ペチャ-II）』型 - 1隻[2]

G121 グサール

#### 掃海艦艇
沿岸掃海艇
- 旧・ソ『1265（ソーニャ）』型 - 3隻

※ 旧・『BT-16』
※ 旧・『BT-103』
※ 旧・『BT-155』
- 旧・ソ『1258（エヴゲーニャ）』型 - 2隻

237 ※ 旧・『RT-136』
※ 旧・『RT-473』

### 両用戦艦艇

#### 揚陸艦艇
中型揚陸艦 （LSM ）
- 旧・波『770-T（ポルノクヌイ-A）』型 - 2隻

艦番号291 ※ 旧・ソ『MDK-36』
D-432（艦番号380） ※ 旧・ソ『MDK-37』
- 旧・波『770-MA（ポルノクヌイ-A）』型 - 1隻

D-433 ※ 旧・ソ『MDK-68』
- 旧・波『771-A（ポルノクヌイ-B）』型 - 1隻

D-431（艦番号309） ※ 旧・ソ『MDK-107』
揚陸艇
- 旧・ソ『1785（T-4）』型 - 1隻

※ 旧・『D-603』

### 哨戒艦艇

#### 哨戒・警備艦艇
哨戒艇
- 旧・宇『1400-M（ジューク）』型 - 1隻

P-137 ※ 旧・『AK-55』
- 旧・米『ポイント』型 - 1隻

S-201 ※ 旧・『ポイント・ブラウザ（WPB-82372 Point Brower）』
- 旧・土『AB 25 (テュルク)』級 - 1隻 [4]

アラズ（Araz） ※ 旧・『AB 34』

#### 高速戦闘艇
ミサイル艇
- 旧・ソ『205-U（オーサ-II）』型 - 2隻[5]

※ 旧・『R-173』

### 補助艦艇

#### 支援艦艇
魚雷揚収船
- 旧・ソ『1388（シェローニ）』型 - 1隻

930

#### 練習艦艇
練習艦
- 波『888号（ルガ）』型 - 1隻

T-710 ※ 旧・ソ『オカ』
- 旧・ソ『722（ペトルーシュカ）』型 - 1隻 ※ Traning Cutter

385

#### その他
電纜敷設艦
- 旧・芬『1172号（エンバ）』型 - 1隻

※ 旧・ソ『エンバ』

## 関連組織所属船艇

### コーストガード

#### 警備救難業務用船艇
巡視艇
- 旧・ソ『205-P号（ステンカ）』型 - 2隻

※ 旧・『AK-234』
※ 旧・『AK-374』